# José Piñera
José Piñera Echenique (ur. 6 października 1948 w Santiago) – chilijski ekonomista specjalizujący się w ubezpieczeniach emerytalnych.
Piñera studiował na Katolickim Uniwersytecie Chilijskim. W 1974 uzyskał stopień doktora ekonomii na Uniwersytecie Harvarda. Był ministrem pracy i opieki społecznej (1978–1980) oraz ministrem górnictwa (1980–1981). W związku z tym był odpowiedzialny za trzy strukturalne reformy, w tym za stworzenie systemu emerytalnego opartego na prywatnych kontach osobistych. Z doświadczeń chilijskich czerpali również twórcy polskiej reformy systemu emerytalnego z roku 1999.
Krytykowany za wejście do rządu w czasach dyktatury Augusto Pinocheta. Jego reforma jest krytykowana za stworzenie systemu obligatoryjnych składek, które trafiają do instytucji pozbawionych kontroli ubezpieczonych oraz małą wydajność systemu: stopa zastąpienia należy do najniższych w OECD (40%), w związku z czym w początkach XXI w. 16,5% emerytów żyło poniżej granicy ubóstwa.
José Piñera w 2003 roku uhonorowany został przez Goldwater Institute nagrodą "Champion of Liberty” (wcześniej otrzymywali ją m.in. Ronald Reagan, Margaret Thatcher i Milton Friedman). W 2000 roku otrzymał "Hall of Fame Award”, a w 1999 "John S. Blickley Gold Medal” - oba wyróżnienia przyznało mu International Insurance Society. W 1998 roku uhonorowany został nagrodą "Liberty Award for Opportunity” przez stowarzyszenie Americans for Hope, Growth and Opportunity.

## Publikacje
Pińera jest autorem ośmiu książek i wielu publikacji naukowych, w tym:
- "Will the Pension Time Bomb Sink the Euro?”
- "A Chilean Model for Russia”